# 佩列杜伊
佩列杜伊（羅馬化：Peleduy）是俄罗斯萨哈共和国的市级镇，属连斯克区，位于勒拿河畔，在区行政中心连斯克及共和国首府雅库茨克西南方向。
该地2021年人口有4,534人；2010年人口5,243；2002年人口4,710；1989年人口5,080。